# Oak Hills (Pennsylvania)
Oak Hills è un census-designated place (CDP) degli Stati Uniti d'America, situato nello stato della Pennsylvania, nella contea di Butler.